# リール包囲戦 (1667年)
リール包囲戦（リールほういせん、フランス語: Siège de Lille）は、ネーデルラント継承戦争中の1667年8月8日から8月27日にかけて行われた包囲戦。リールはフランス王ルイ14世率いる軍勢を前に降伏した。

## 背景
1665年にスペイン王フェリペ4世が死去すると、ルイ14世はブラバント公国の伝統により自身の妻でフェリペ4世の長女であるマリー・テレーズ・ドートリッシュの継承権がその弟カルロス2世のそれより優先されるとして、スペイン領ネーデルラントとフランシュ＝コンテの一部の継承権を主張した。フランス軍によるスペイン領ネーデルラント侵攻が現実的な脅威になり、その数日後にはフランス軍5万がシャルルヴィル＝メジエールから海辺までの国境に配備された。広い前線を構築するのは、少勢の敵軍が一部隊に集中攻撃することを防ぐためであった。
このようにして、スペインとのネーデルラント継承戦争が始まった。シャルルロワ包囲戦、トゥルネー包囲戦、ドゥーエー包囲戦に相次いで勝利したフランス軍は続いてスペインのフランドル伯領であるリールを包囲した。

## 経過

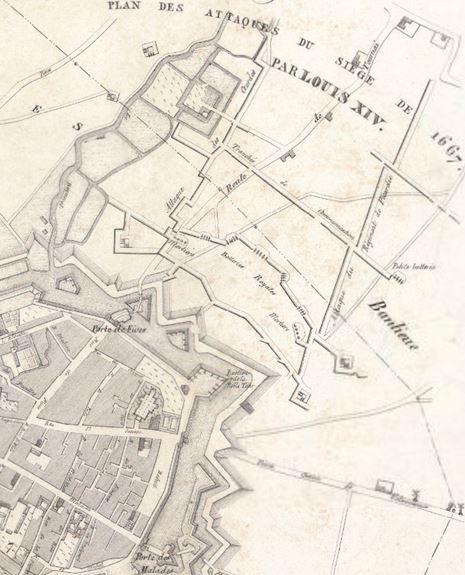
リール要塞の地図

包囲を予想したフィリップ＝イポリト＝シャルル・スピノラはサン＝モーリス（Saint-Maurice）など近郊にある家屋を破壊したが、住民の不満を煽るだけに終わった。5月22日以降、聖職者とブルジョワたちはランパートの強化を開始した。
フランス騎兵は8月8日にリールに到着、本軍は10日に到着した。ルイ14世が陣頭に立つフランス軍が3万5千人いたのに対し、駐留軍は歩兵2,400人、騎兵900人とブルジョワの大隊しかいなかった。
ルイ14世はロスからフィーブに移動した。8月11日には包囲用の堡塁とその対塁が築かれた。18日から19日にかけてフィーブ門に対する塹壕が掘られ、ノーブル・トゥールとサン＝ソヴール門（porte St-Sauveur）に対する2つ目の塹壕も掘られた。
数度の進攻が失敗した後、フランス軍はフィーブ門を守る半月堡の占領に成功、そこに砲台を築いた。フランス軍はそこからサン＝ソヴール門を砲撃したが、リール市長がスピノラに降伏を要請、スピノラは27日に降伏したため大きな損害はなかった。しかし、一部の住民は抵抗を続けたかったためこの決定に失望した。
フランス軍はフィーブ門から入城（フィーブ門は後にヴォーバンにより閉鎖され、トゥルネー門（porte de Tournai）という新しい門が開かれた）。ルイ14世は28日に「病人の門」（porte des malades、後にパリ門に改名）から入城した後、テ・デウムに出席するためにサン＝ピエール（Saint-Pierre）に向かった。

## 影響
降伏文書において、ルイ14世はリールのブルジョワの伝統と特権を維持することに同意したが、プロテスタントについてはナントの勅令で許された権利にしか同意しなかった。
ヴォーバンはリールの防御工事を改善、城塞を築いてリール城を拡大させた。その後、リールは1708年のリール包囲戦で占領され、1713年のユトレヒト条約でフランスに返還された。